# La Boqueria
O Mercado de São José (Mercat de Sant Josep), popularmente conhecido como La Boqueria, é o mais antigo dos mercados municipais de Barcelona, na Catalunha, na Espanha. Foi inaugurado em 19 de março de 1840 - dia de São José no calendário católico. Nele, se vendem frutas, carnes, artesanato, vinhos etc. É muito visitado não só pelos moradores da cidade mas também por turistas do mundo inteiro.

## História

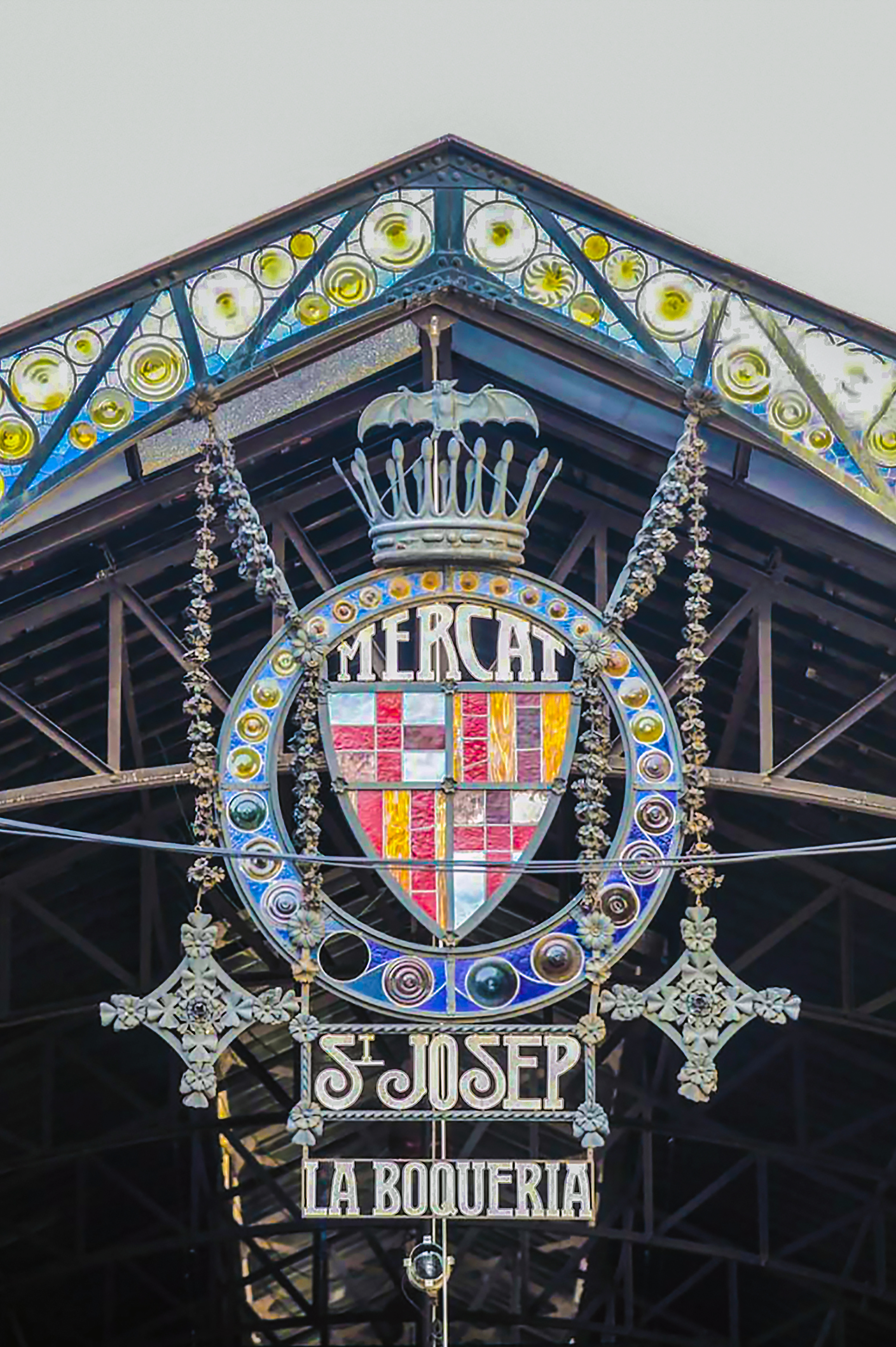
Logotipo do mercado

Antes que a cidade de Barcelona derrubasse suas muralhas na segunda metade do século XIX, produtores agrícolas da região vendiam seus produtos do lado de fora da muralha, na planície da Boqueria, em frente ao portal da Boqueria, para fugir à cobrança de impostos. Em 1586, carmelitas descalços fundaram o Convento de São José no local onde hoje se situa o mercado. No século XVIII, à medida em que a Rambla foi adquirindo maior importância como passeio urbano, os açougues nela situados foram transferidos para junto ao pomar do Convento de São José. 
Em 1835, todos os mosteiros da Rambla, incluindo o convento, foram incendiados pela população. Com a destruição do convento, foi construída uma grande praça em seu lugar, que passou a abrigar o mercado. Em 19 de março de 1840, dia de São José, foi iniciada a construção de sua cobertura. Em 1914, foi construída a atual cobertura metálica do mercado.